# GPR155
Integralni membranski protein GPR155 takođe poznat kao G protein spregnuti receptor 155 je protein koji je kod ljudi kodiran GPR155 genom. Mutacije ovog gena su povezane sa autizmom.

## Literatura
- Hartley JL, Temple GF, Brasch MA (2001). „DNA Cloning Using In Vitro Site-Specific Recombination”. Genome Res. 10 (11): 1788—95. PMC 310948 . PMID 11076863. doi:10.1101/gr.143000.
- Wiemann S; Weil B; Wellenreuther R;  . (2001). „Toward a Catalog of Human Genes and Proteins: Sequencing and Analysis of 500 Novel Complete Protein Coding Human cDNAs”. Genome Res. 11 (3): 422—35. PMC 311072 . PMID 11230166. doi:10.1101/gr.GR1547R.
- Strausberg RL; Feingold EA; Grouse LH;  . (2003). „Generation and initial analysis of more than 15,000 full-length human and mouse cDNA sequences”. Proc. Natl. Acad. Sci. U.S.A. 99 (26): 16899—903. PMC 139241 . PMID 12477932. doi:10.1073/pnas.242603899.
- Ota T; Suzuki Y; Nishikawa T;  . (2004). „Complete sequencing and characterization of 21,243 full-length human cDNAs”. Nat. Genet. 36 (1): 40—5. PMID 14702039. doi:10.1038/ng1285.
- Gerhard DS; Wagner L; Feingold EA;  . (2004). „The Status, Quality, and Expansion of the NIH Full-Length cDNA Project: The Mammalian Gene Collection (MGC)”. Genome Res. 14 (10B): 2121—7. PMC 528928 . PMID 15489334. doi:10.1101/gr.2596504.
- Wiemann S; Arlt D; Huber W;  . (2004). „From ORFeome to Biology: A Functional Genomics Pipeline”. Genome Res. 14 (10B): 2136—44. PMC 528930 . PMID 15489336. doi:10.1101/gr.2576704.
- Hillier LW; Graves TA; Fulton RS;  . (2005). „Generation and annotation of the DNA sequences of human chromosomes 2 and 4”. Nature. 434 (7034): 724—31. PMID 15815621. doi:10.1038/nature03466.
- Mehrle A; Rosenfelder H; Schupp I;  . (2006). „The LIFEdb database in 2006”. Nucleic Acids Res. 34 (Database issue): D415—8. PMC 1347501 . PMID 16381901. doi:10.1093/nar/gkj139.